# XI Międzynarodowy Konkurs Pianistyczny im. Fryderyka Chopina
XI Międzynarodowy Konkurs Pianistyczny im. Fryderyka Chopina (również XI Konkurs Chopinowski) – 11. edycja Międzynarodowego Konkursu Pianistycznego im. Fryderyka Chopina, która rozpoczęła się 30 września 1985 w Warszawie. Organizatorem konkursu było Towarzystwo im. Fryderyka Chopina.  

## Charakterystyka konkursu
Wzięło w nim udział 124 pianistów z 32 krajów (w tym 12 z Polski). Rekordowo liczna była grupa pianistów japońskich (26 osób) i amerykańskich (17). W konkursie mogli uczestniczyć kandydaci w przedziale wieku 16–28 lat.
| Lp. | Uczestnik            |
| 1.  | Mariola Cieniawa     |
| 2.  | Joanna Domańska      |
| 3.  | Krzysztof Jabłoński  |
| 4.  | Grzegorz Jastrzębski |

| Lp. | Uczestnik         |
| 5.  | Wojciech Kocyan   |
| 6.  | Joanna Michna     |
| 7.  | Kornelia Ogórek   |
| 8.  | Maciej Piotrowski |

| Lp. | Uczestnik         |
| 9.  | Monika Rosca      |
| 10. | Jerzy Stryjniak   |
| 11. | Wojciech Szewczyk |
| 12. | Edward Wolanin    |

| Lp. | Uczestnik            |
| 1.  | Mariola Cieniawa     |
| 2.  | Joanna Domańska      |
| 3.  | Krzysztof Jabłoński  |
| 4.  | Grzegorz Jastrzębski |

| Lp. | Uczestnik         |
| 5.  | Wojciech Kocyan   |
| 6.  | Joanna Michna     |
| 7.  | Kornelia Ogórek   |
| 8.  | Maciej Piotrowski |

| Lp. | Uczestnik         |
| 9.  | Monika Rosca      |
| 10. | Jerzy Stryjniak   |
| 11. | Wojciech Szewczyk |
| 12. | Edward Wolanin    |

Konkurs odbył się w dniach 30 września – 20 października 1985. Składał się z trzech etapów i finału. Zwyciężył pianista rosyjski Stanisław Bunin. Dyrektorem konkursu mianowano Bogumiła Pałasza. Na konkursie po raz pierwszy pojawiły się fortepiany  japońskich marek Yamaha oraz Kawai, obok dwóch Steinwayów i Bösendorfera. Uczestnicy XI Konkursu Chopinowskiego mogli wybierać spośród tych pięciu instrumentów.
Jeden z jurorów, Fu Cong nie zaakceptował wyniku przyznającego zwycięstwo Stanisławowi Buninowi i na znak protestu nie przybył na ostatnie obrady jury oraz nie podpisał werdyktu. Zwycięzca Stanisław Bunin natomiast swoją nagrodę przekazał – jak to określił – „młodym pokoleniom chopinowskich adeptów”. Ministerstwo Kultury i Sztuki, zgodnie z wolą darczyńcy zasiliło wygraną Fundusz Rozwoju Kultury.
Konkursowi towarzyszyła zorganizowana wystawa pt. Kolekcje chopinowskie. Towarzystwo im. Fryderyka Chopina zorganizowało w związku z konkursem również I Międzynarodowy Konkurs Płytowy „Grand Prix du Disque Frédéric Chopin”. Ponadto okolicznościowy plakat konkursu zaprojektował Tomasz Szulecki, który na pięciolinii w miejsce nut umiejscowił wierzby, a linie utworzyły poletka, nad którymi świeciła tarcza jesiennego słońca. 
Polskie Nagrania wydały dziesięć płyt Kroniki konkursu, które ukazywały się sukcesywnie po każdym etapie.

## Kalendarium
| Kalendarz konkursu    |       |      |      |      |      |      |      |      |      |      |       |       |       |       |       |       |       |       |       |       |       |
| Faza konkursu         | Data  | Data | Data | Data | Data | Data | Data | Data | Data | Data | Data  | Data  | Data  | Data  | Data  | Data  | Data  | Data  | Data  | Data  | Data  |
| Faza konkursu         | 30.09 | 1.10 | 2.10 | 3.10 | 4.10 | 5.10 | 6.10 | 7.10 | 8.10 | 9.10 | 10.10 | 11.10 | 12.10 | 13.10 | 14.10 | 15.10 | 16.10 | 17.10 | 18.10 | 19.10 | 20.10 |
| Koncert inauguracyjny |       |      |      |      |      |      |      |      |      |      |       |       |       |       |       |       |       |       |       |       |       |
| I etap                |       |      |      |      |      |      |      |      |      |      |       |       |       |       |       |       |       |       |       |       |       |
| II etap               |       |      |      |      |      |      |      |      |      |      |       |       |       |       |       |       |       |       |       |       |       |
| III etap              |       |      |      |      |      |      |      |      |      |      |       |       |       |       |       |       |       |       |       |       |       |
| Finał                 |       |      |      |      |      |      |      |      |      |      |       |       |       |       |       |       |       |       |       |       |       |
| Ceremonia zakończenia |       |      |      |      |      |      |      |      |      |      |       |       |       |       |       |       |       |       |       |       |       |

## Jury
Do konkursowego przebiegu przesłuchań oraz podziału nagród powołano jury, w następującym składzie:
| Skład jury |                         |                   |                              |
| Lp.        | Juror                   | Kraj              | Funkcja                      |
| 1.         | Jan Ekier               | Polska            | przewodniczący jury          |
| 2.         | Wiktor Mierżanow        | ZSRR              | wiceprzewodniczący jury      |
| 3.         | Eugène Traey            | Belgia            | wiceprzewodniczący jury      |
| 4.         | Edward Auer             | Stany Zjednoczone | członek jury                 |
| 5.         | Halina Czerny-Stefańska | Polska            | członek jury                 |
| 6.         | Konstantin Ganew        | Bułgaria          | członek jury                 |
| 7.         | Valentin Gheorghiu      | Rumunia           | członek jury                 |
| 8.         | Lidia Grychtołówna      | Polska            | członek jury                 |
| 9.         | Barbara Hesse-Bukowska  | Polska            | członek jury                 |
| 10.        | Andrzej Jasiński        | Polska            | członek jury                 |
| 11.        | Karl-Heinz Kämmerling   | RFN               | członek jury                 |
| 12.        | Piotr Paleczny          | Polska            | członek jury                 |
| 13.        | Karl-Heinz Pick         | NRD               | członek jury                 |
| 14.        | František Rauch         | Czechosłowacja    | członek jury                 |
| 15.        | Bernard Ringeissen      | Francja           | członek jury                 |
| 16.        | Takahiro Sonoda         | Japonia           | członek jury                 |
| 17.        | Fu Cong                 | Chiny             | członek jury                 |
| 18.        | Lew Własienko           | ZSRR              | członek jury                 |
| 19.        | Charles H. Webb         | Stany Zjednoczone | członek jury                 |
| 20.        | Tadeusz Żmudziński      | Polska            | członek jury                 |
|            |                         |                   |                              |
| 21.        | Kazimierz Sikorski      | Polska            | honorowy przewodniczący jury |

### Zasady oceny pianistów
Sposób punktowania i ustalanie listy dopuszczonych do następnego etapu były takie same jak w IX i X Konkursie Chopinowskim. Wyniki II etapu ustalało się na podstawie sumy średnich arytmetycznych ocen uzyskanych przez uczestników w I i II etapie, wyniki III etapu na podstawie sumy średnich arytmetycznych ocen uzyskanych w I, II, i III etapie, zaś wyniki finału na podstawie sumy średnich arytmetycznych ocen uzyskanych w I, II i III etapie oraz finale.

## Konkurs

### Koncert inauguracyjny
30 września w sali Filharmonii Narodowej zainaugurowano XI Konkurs Chopinowski uroczystym koncertem, na którym wykonano Mszę h-moll (BWV 232), Johanna Sebastiana Bacha, z udziałem solistów: Brigitte Linder (sopran), Wiery Baniewicz (alt), Friedera Langa (tenor) i Rolanda Hermanna (baryton) oraz Chóru i Orkiestry Symfonicznej Filharmonii Narodowej pod dyrekcją Kazimierza Korda.  

### I etap
Przesłuchania konkursowe odbyły się w dniach (1–8 października) w dwóch sesjach przedpołudniowej i popołudniowej w kolejności alfabetycznej, począwszy od wylosowanej wcześniej litery „E”. Jako pierwsza wystąpiła w tym etapie Japonka, Mari Ebihara, rozpoczynając swój występ od Nokturnu c-moll. Pianiści w tym etapie mieli do wykonania program przewidziany regulaminem, grając z pamięci wybrane dwie etiudy, nokturn i scherzo. Po zakończeniu przesłuchań tego etapu zebrało się jury celem wyłonienia pianistów zakwalifikowanych do kolejnego etapu.

### II etap
Po zakończeniu obrad jury 9 października pod przewodnictwem Jana Ekiera ogłoszono listę 41 pianistów z 14 krajów (w tym 7 Polaków) dopuszczonych do przesłuchań II etapu. Podobnie jak w poprzednim etapie pianiści występowali kolejno w dniach (10–13 października) w dwóch sesjach przedpołudniowej i popołudniowej. Pianiści w II etapie mieli do wykonania w czasie 45 minut jedną z ballad, sześć kolejnych Preludiów z op. 28, jednego walca i jednego poloneza. Przesłuchania tego etapu zakończył 13 października Jugosłowianin Kemal Gekić.
| Lp. | Uczestnik         | Kraj           |
| 1.  | Ljudmił Angełow   |                |
| 2.  | Ge Gi             |                |
| 3.  | Liu Yi-fan        |                |
| 4.  | Daniel Buriánek   | Czechosłowacja |
| 5.  | Jan Simon         | Czechosłowacja |
| 6.  | Jean-Marc Bonn    | Francja        |
| 7.  | François Killian  | Francja        |
| 8.  | Marc Laforêt      | Francja        |
| 9.  | Jean-Marc Luisada | Francja        |
| 10. | Mikako Abe        | Japonia        |
| 11. | Seizo Azuma       | Japonia        |
| 12. | Yukino Fujiwara   | Japonia        |
| 13. | Rie Konishi       | Japonia        |
| 14. | Michie Koyama     | Japonia        |

| Lp. | Uczestnik           | Kraj    |
| 15. | Kayo Miki           | Japonia |
| 16. | Kazuko Mimura       | Japonia |
| 17. | Keiko Nakei         | Japonia |
| 18. | Masahiro Saito      | Japonia |
| 19. | Shizue Sano         | Japonia |
| 20. | Kemal Gekić         |         |
| 21. | Bernadene Blaha     | Kanada  |
| 22. | Yuval Fichman       | Kanada  |
| 23. | Mariola Cieniawa    | Polska  |
| 24. | Joanna Domańska     | Polska  |
| 25. | Krzysztof Jabłoński | Polska  |
| 26. | Wojciech Kocyan     | Polska  |
| 27. | Kornelia Ogórek     | Polska  |
| 28. | Maciej Piotrowski   | Polska  |

| Lp. | Uczestnik             | Kraj              |
| 29. | Edward Wolanin        | Polska            |
| 30. | Rolf Plagge           |                   |
| 31. | Arthur Hart           | Stany Zjednoczone |
| 32. | Gail Niwa             | Stany Zjednoczone |
| 33. | Roland Pöntinen       | Szwecja           |
| 34. | Laura Csík            |                   |
| 35. | Adrienne Hauser       |                   |
| 36. | Andrew Wilde          | Wielka Brytania   |
| 37. | Stanisław Bunin       |                   |
| 38. | Aleksander Fomienko   |                   |
| 39. | Ilja Iwari            |                   |
| 40. | Aleksander Korsantija |                   |
| 41. | Tatjana Pikajzen      |                   |

| Lp. | Uczestnik         | Kraj           |
| 1.  | Ljudmił Angełow   |                |
| 2.  | Ge Gi             |                |
| 3.  | Liu Yi-fan        |                |
| 4.  | Daniel Buriánek   | Czechosłowacja |
| 5.  | Jan Simon         | Czechosłowacja |
| 6.  | Jean-Marc Bonn    | Francja        |
| 7.  | François Killian  | Francja        |
| 8.  | Marc Laforêt      | Francja        |
| 9.  | Jean-Marc Luisada | Francja        |
| 10. | Mikako Abe        | Japonia        |
| 11. | Seizo Azuma       | Japonia        |
| 12. | Yukino Fujiwara   | Japonia        |
| 13. | Rie Konishi       | Japonia        |
| 14. | Michie Koyama     | Japonia        |

| Lp. | Uczestnik           | Kraj    |
| 15. | Kayo Miki           | Japonia |
| 16. | Kazuko Mimura       | Japonia |
| 17. | Keiko Nakei         | Japonia |
| 18. | Masahiro Saito      | Japonia |
| 19. | Shizue Sano         | Japonia |
| 20. | Kemal Gekić         |         |
| 21. | Bernadene Blaha     | Kanada  |
| 22. | Yuval Fichman       | Kanada  |
| 23. | Mariola Cieniawa    | Polska  |
| 24. | Joanna Domańska     | Polska  |
| 25. | Krzysztof Jabłoński | Polska  |
| 26. | Wojciech Kocyan     | Polska  |
| 27. | Kornelia Ogórek     | Polska  |
| 28. | Maciej Piotrowski   | Polska  |

| Lp. | Uczestnik             | Kraj              |
| 29. | Edward Wolanin        | Polska            |
| 30. | Rolf Plagge           |                   |
| 31. | Arthur Hart           | Stany Zjednoczone |
| 32. | Gail Niwa             | Stany Zjednoczone |
| 33. | Roland Pöntinen       | Szwecja           |
| 34. | Laura Csík            |                   |
| 35. | Adrienne Hauser       |                   |
| 36. | Andrew Wilde          | Wielka Brytania   |
| 37. | Stanisław Bunin       |                   |
| 38. | Aleksander Fomienko   |                   |
| 39. | Ilja Iwari            |                   |
| 40. | Aleksander Korsantija |                   |
| 41. | Tatjana Pikajzen      |                   |

### III etap
14 października w południe dyrektor międzynarodowych konkursów im. Fryderyka Chopina, Bogumił Pałasz podał listę 15 pianistów z 7 krajów (w tym jedynego Polaka Krzysztofa Jabłońskiego) dopuszczonych do przesłuchań III etapu. W etapie III pianiści mieli do wykonania cykl mazurków i jedną z sonat fortepianowych.
| Lp. | Uczestnik             | Kraj       |
| 1.  | Ljudmił Angełow       | Bułgaria   |
| 2.  | François Killian      | Francja    |
| 3.  | Marc Laforêt          | Francja    |
| 4.  | Jean-Marc Luisada     | Francja    |
| 5.  | Mikako Abe            | Japonia    |
| 6.  | Michie Koyama         | Japonia    |
| 7.  | Kayo Miki             | Japonia    |
| 8.  | Kazuko Mimura         | Japonia    |
| 9.  | Kemal Gekić           | Jugosławia |
| 10. | Krzysztof Jabłoński   | Polska     |
| 11. | Rolf Plagge           | RFN        |
| 12. | Stanisław Bunin       | ZSRR       |
| 13. | Ilja Iwari            | ZSRR       |
| 14. | Aleksander Korsantija | ZSRR       |
| 15. | Tatjana Pikajzen      | ZSRR       |

| Lp. | Uczestnik             | Kraj       |
| 1.  | Ljudmił Angełow       | Bułgaria   |
| 2.  | François Killian      | Francja    |
| 3.  | Marc Laforêt          | Francja    |
| 4.  | Jean-Marc Luisada     | Francja    |
| 5.  | Mikako Abe            | Japonia    |
| 6.  | Michie Koyama         | Japonia    |
| 7.  | Kayo Miki             | Japonia    |
| 8.  | Kazuko Mimura         | Japonia    |
| 9.  | Kemal Gekić           | Jugosławia |
| 10. | Krzysztof Jabłoński   | Polska     |
| 11. | Rolf Plagge           | RFN        |
| 12. | Stanisław Bunin       | ZSRR       |
| 13. | Ilja Iwari            | ZSRR       |
| 14. | Aleksander Korsantija | ZSRR       |
| 15. | Tatjana Pikajzen      | ZSRR       |

### Finał
Po zakończeniu występów trzeciego etapu (16 października) zebrało się jury, po czym o godzinie 19 dyrektor Konkursu Bogumił Pałasz podał listę 6 pianistów (w tym Krzysztofa Jabłońskiego) dopuszczonych do finału. Pianiści w finale mieli do wyboru wykonanie jednego z Koncertów fortepianowych Fryderyka Chopina: (f-moll op. 21 lub e-moll op. 11) wraz z towarzyszącą im Orkiestrą Symfoniczną Filharmonii Narodowej pod batutą Tadeusza Strugały.
| Lp. | Finalista           | Kraj    |
| 1.  | Marc Laforêt        | Francja |
| 2.  | Jean-Marc Luisada   | Francja |
| 3.  | Michie Koyama       | Japonia |
| 4.  | Krzysztof Jabłoński | Polska  |
| 5.  | Stanisław Bunin     | ZSRR    |
| 6.  | Tatjana Pikajzen    | ZSRR    |

| Lp. | Finalista           | Kraj    |
| 1.  | Marc Laforêt        | Francja |
| 2.  | Jean-Marc Luisada   | Francja |
| 3.  | Michie Koyama       | Japonia |
| 4.  | Krzysztof Jabłoński | Polska  |
| 5.  | Stanisław Bunin     | ZSRR    |
| 6.  | Tatjana Pikajzen    | ZSRR    |

### Ceremonia zakończenia
W ostatnim dniu XI Konkursu Chopinowskiego (20 października) w godzinach wieczornych w sali Filharmonii Narodowej odbyła się ceremonia zakończenia. Po odczytaniu końcowych wyników przez przewodniczącego jury Jana Ekiera nastąpiło wręczenie medali, nagród specjalnych i okolicznościowych dyplomów. Zwycięzca konkursu Stanisław Bunin po odebraniu medalu powiedział m.in.: 

Pragnę gorąco podziękować za umożliwienie mi przeżycia takiej satysfakcji i radości, jaka stała się w Polsce moim udziałem. Będąc w ojczyźnie Chopina, chciałbym wnieść swój symboliczny wkład w dzieło pielęgnowania tradycji związanych z postacią i twórczością i dlatego pragnę pozostawić w Polsce swą nagrodę, która przypadła mi jako laureatowi. Niech służy młodym pokoleniom chopinowskich adeptów.

## Nagrody i wyróżnienia
19 października po przesłuchaniach finałowych, tuż przed północą w foyer Filharmonii Narodowej dyrektor konkursu Bogumił Pałasz ogłosił ostateczny werdykt jury. Zdobywcy trzech pierwszych miejsc zostali uhonorowani medalami. Wszyscy finaliści otrzymali stosownie do zajętego miejsca bądź wyróżnienia odpowiednią nagrodę finansową. W dzień po zakończeniu XI Konkursu Chopinowskiego (21 października) w siedzibie Towarzystwa im. Fryderyka Chopina w Zamku Ostrogskich w Warszawie wręczono laureatom i uczestnikom również nagrody pozaregulaminowe.
| Nagrody główne               |                     |          |                                   |
| Nagroda                      | Laureat             | Kraj     | Fundator nagrody                  |
| złoto                        | Stanisław Bunin     | ZSRR     | Minister Kultury i Sztuki         |
| srebro                       | Marc Laforêt        | Francja  | Minister Kultury i Sztuki         |
| brąz                         | Krzysztof Jabłoński | Polska   | Minister Kultury i Sztuki         |
| 4                            | Michie Koyama       | Japonia  | Minister Kultury i Sztuki         |
| 5                            | Jean-Marc Luisada   | Francja  | Minister Kultury i Sztuki         |
| 6                            | Tatjana Pikajzen    | ZSRR     | Minister Kultury i Sztuki         |
| Wyróżnienia                  |                     |          |                                   |
| Wyróżniony                   | Wyróżniony          | Kraj     | Fundator nagrody                  |
| Ljudmił Angełow              | Ljudmił Angełow     | Bułgaria | Minister Kultury i Sztuki         |
| Ilja Iwari                   | Ilja Iwari          | ZSRR     | Minister Kultury i Sztuki         |
| François Killian             | François Killian    | Francja  | Minister Kultury i Sztuki         |
| Kayo Miki                    | Kayo Miki           | Japonia  | Minister Kultury i Sztuki         |
| Nagrody Specjalne            |                     |          |                                   |
| Nagroda                      | Nagrodzony          | Kraj     | Fundator nagrody                  |
| Najlepsze wykonanie poloneza | Stanisław Bunin     | ZSRR     | Towarzystwo im. Fryderyka Chopina |
| Najlepsze wykonanie mazurków | Marc Laforêt        | Francja  | Polskie Radio                     |
| Najlepsze wykonanie koncertu | Stanisław Bunin     | ZSRR     | Filharmonia Narodowa              |